# (4234) Евтушенко
(4234) Евтушенко (лат. Evtushenko) — типичный астероид главного пояса, открыт 6 мая 1978 года советским астрономом Николаем Черных в Крымской астрофизической обсерватории и 25 апреля 1994 года назван в честь советского и российского поэта Евгения Евтушенко.

## Обнаружение и именование
(4234) Евтушенко
Открыт 5 мая 1978 года в Научном Н. С. Черных.
Назван в честь известного русского поэта Евгения Александровича Евтушенко (1933— ). 
Оригинальный текст (англ.)4234 Evtushenko
Discovered 1978-05-06 by Chernykh, N. S. at Nauchnyj.
Named in honor of Evgenij Aleksandrovich Evtushenko (1933— ), well-known Russian poet.
Источники: DISCOVERY.DB; M.P.C. 23351.

## Орбита

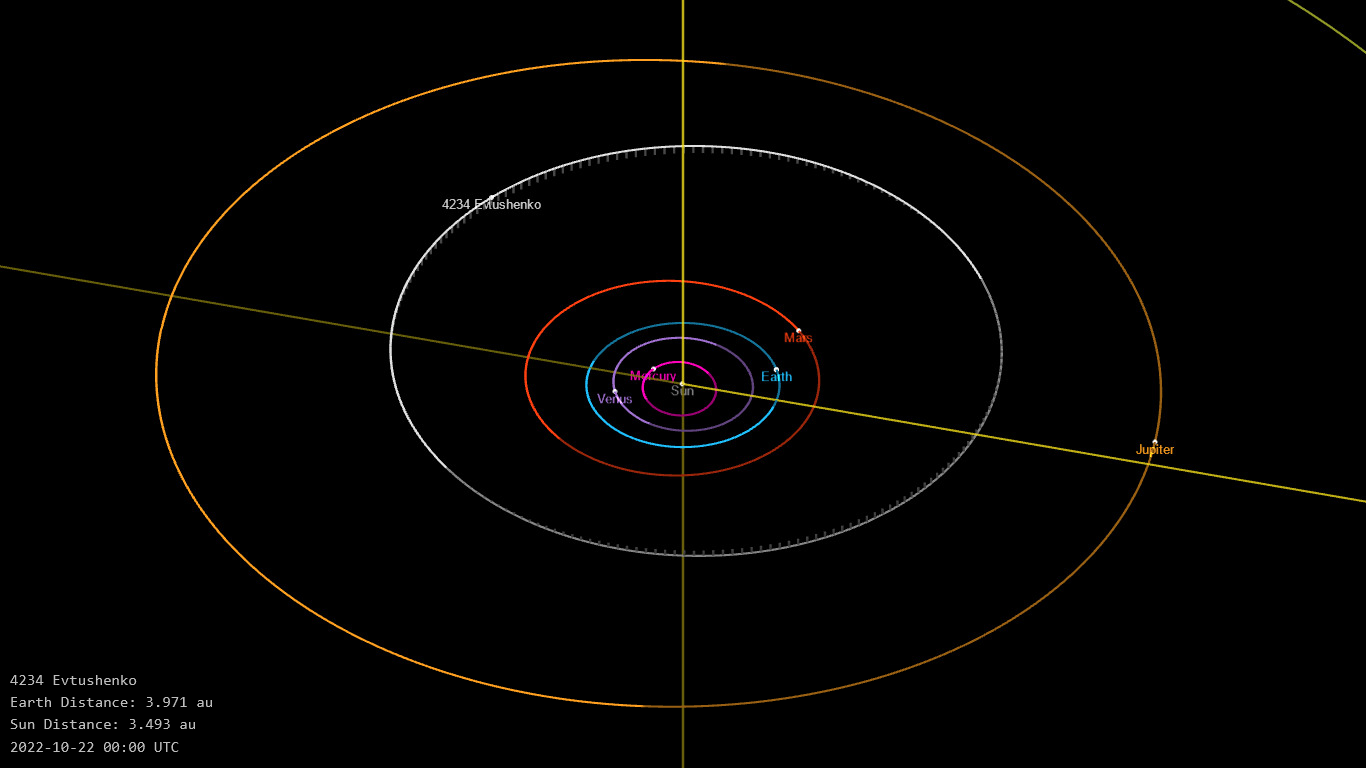
Орбита астероида Евтушенко и его положение в Солнечной системе

## Физические характеристики
Астероид относится к таксономическому классу C.
По результатам наблюдений в видимом и ближнем инфракрасном диапазоне космического телескопа NEOWISE и наблюдений в инфракрасном диапазоне спутника Akari диаметр астероида сначала оценивался равным 15,723±0,171 км или 14,50±1,06 км, позже — 15,723±0,171 км. Согласно тем же источникам альбедо оценивается как 0,0783±0,0086, 0,092±0,014 и 0,078±0,009.